# The Block Party
"The Block Party" é o primeiro single solo da rapper e cantora americana Lisa Lopes, e foi o primeiro e último single de seu álbum de estréia Supernova, lançado internacionalmente . Foi escrito e produzido por Lopes. "The Block Party" contém uma amostra de "Drum Song" do Earth, Wind & Fire durante toda a música.
O single de 2001 não conseguiu gerar nenhum sucesso nos Estados Unidos, chegando ao número 121 nas paradas de R&B e perdendo completamente o Hot 100. No entanto, fez gráfico no Reino Unido, bem como a Austrália e outros países da Europa.

## Vídeo musical
O videoclipe foi dirigido por Hype Williams e Lopes e foi rodado em 9 de março de 2001. Lopes disse sobre o vídeo: "Estamos no maravilhoso mundo do Left Eye e é na minha galáxia Supernova". Sua filha adotiva, Snow, apareceu no vídeo.

## Faixas
Maxi single europeu e australiano
1. "The Block Party" (Radio Mix) – 4:05
2. "The Block Party" (Dallas Austin Remix) – 3:54
3. "Friends" (com destaque para Cassandra Lucas) – 4:45
4. "Tampered With" (com destaque para Wanya Morris e Shamari Fears) – 4:36

Cd single do Reino Unido
1. "The Block Party" (Radio Mix) – 4:05
2. "The Block Party" (Dallas Austin Remix) – 3:54
3. "Friends" (featuring Cassandra Lucas) – 4:45
4. "The Block Party" (videoclipe - elemento interativo aprimorado)

## Desepenho

### Paradas Musicais
| Chart (2001)                                                  | Maior posição |
| ------------------------------------------------------------- | ------------- |
| Austrália (Australian Singles Chart)                          | 41            |
| Escócia (Scottish Singles Chart)                              | 26            |
| Estados Unidos (Billboard Bubbling Under R&B/Hip-Hop Singles) | 21            |
| Países Baixos (Dutch Singles Chart)                           | 47            |
| Reino Unido (UK Singles Chart)                                | 16            |
| Reino Unido (UK R&B Chart)                                    | 4             |

## Versão de 2009
"Block Party" é o segundo single póstumo pelo falecido rapper, cantor e compositor Lisa Lopes e é o segundo single de seu primeiro álbum póstumo, Eye Legacy e seu terceiro single solo.

### História
A música foi originalmente gravada para a estréia solo de Lopes em Supernova e foi lançada como o primeiro e único single do álbum. A música foi retrabalhada e remixada para seu primeiro álbum póstumo, Eye Legacy, e apresenta Lil Mama e Clyde McKnight. Depois que o primeiro single "Let's Just Do It" fracassou nos Estados Unidos, "Block Party" foi anunciado como o segundo single depois de sua recepção crítica positiva. A música não foi lançada como single, mas como um ringtone, junto com todas as músicas do Eye Legacy.